# Мозайка от знаменити съвременни романи
„Мозайка от знаменити съвременни романи“ е първото издателство на преводна литература в България след османската власт. Съществува от 1909 до 1948 г. Работи на абонаментен принцип, издавайки десет книги и една премия годишно.

## Библиотека „Мозайка“
Основна задача на библиотеката от създаването ѝ е „да следи развитието на съвременната литература и да дава на страниците си най-добрите произведения на най-бележитите европейски и всесветски писатели. Може да служи и на учащата се младеж като помагало при изучаването на чуждите литератури.“.
Библиотеката е интелектуален център на България през първата половина на ХХ век. На нея България дължи контакта си със световната литература и култура. През целия период на своето съществуване „Мозайка от знаменити съвременни романи“ представя 368 заглавия, 21 носители на Нобелова награда, като 11 от тях са издадени преди присъждането ѝ, а останалите непосредствено след това. Издава 171 автори, от които двадесетина с четири и повече книги.
Програмата на издателството обхваща писатели от почти всички европейски страни, както и от САЩ, Канада, Индия, Япония. Дълги години на вътрешната корица на всеки роман ще стои следният текст:
| „ | „Мозайка“ е вярно огледало на съвременния умствен живот; чрез романите на най-знаменитите писатели на всички страни тя спомага за създаване на великите идейни движения в България. За това списанието се старае да представи само съвременни могъщи и жизнени автори, чиито несъмнено художествени и дълбоки творби имат трайно, вечно значение. | “ |

Библиотеката събира не само богата гама от бележити заглавия и автори от световната литература, но и имена от интелектуалния елит на България, които ѝ сътрудничат като преводачи. Сред тях са Елисавета Консулова-Вазова, Гео Милев, Асен Разцветников, Рачо Стоянов, Боян Дановски, Фани Попова-Мутафова, Димитър Подвързачов, Николай Райнов, Лъчезар Станчев и други.
„Мозайка от знаменити съвременни романи“ е основана, за да отговори на необходимостта да се изгради у българския читател добър литературен вкус и верен поглед върху творчеството на редица майстори на художественото слово.
Тя задържа вниманието на хиляди редовни читатели и абонати, както в България, така и в чужбина в продалжение на 40 години.
Първаначално се превеждат изключително френски романи. С течение на времето броят на езиците се увеличава – френски, руски, английски, немски, италиански. Книгите излизат в тираж от 4 – 5 хиляди екземпляра.
Дейността на библиотеката се разширява между двете световни войни на ХХ век.
През 1922 – 1923 година се учредява „Библиотека за юноши“, в която трябва да влизат по десет книжки годишно. Романи от тази поредица са „Първите хора на луната“, „Трима души в една лодка“, „Омирова Одисея“, „Детство, юношество“, „Степ“, „Белия зъб“.
През 1929 – 1933 година като допълнение към „Мозайка“ се появяват „Всемирни романи“, по пет тома годишно. Според програмата: „Тя ще представя измежду съвременните чужди писатели само ония, които поради неизменната си стойност заслужават да заемат място във великото движение на всемирната литература.“ Представени са романи, неиздадени още на български, „знаменити стари писатели заемат мястото наред с млади, които затвърдяват в момента първомайсторството си.“ В библиотека „Всемирни романи“ излизат „Тристан“ на Томас Ман, „Съдия“ на Пол Бурже, „Йестер и Ли“ на Бернхардт Келерман, „Неизчелпаема чаша“ на Николай Шмельов, „Изключена“ на Луиджи Пирандело.
Наред с тези поредици „Мозайка“ продължава да съществува и процъфтява. Издава Оноре дьо Балзак, Иван Бунин, Пърл Бък, Жул Верн, Джон Голсуърти, Грация Деледа, Достоевски, Селма Лагерльоф, Томас Ман, Проспер Мериме, Омир, Марсел Пруст, Ромен Ролан, Оскар Уайлд, Толстой, Стендал, Хауптман, Цвайг, Чехов.
На страниците на „Мозайка“ българският читател вижда за първи път биографичен роман – „Животът на Балзак“ от Рене Бенжамен, за първи път история на литературата – „История на френската литература“ от Гюстав Лансон.
Все по-голям става диапазонът от въпроси, разисквани в романите – „лични, семейни, обществени, общочовешки“, засягащи „нровствеността, психологията, философията, социологията, религията, политиката, стопанството, литературния живот, театъра, изкуството, науката… всичко, което вълнува човека и осмисля живота му“.
Абонаменти се изпращат и в чужбина. „Мозайка“ е най-стабилната библиотека за чужда литература в България между двете световни войни на ХХ век.
Всеки нов за публиката автор е представян в предговора към романа, така че поредицата придобива и познавателно измерение.
| „         | И благодарение на „Мозайка“, която винаги се е отнасяла критически към литературата, българският читател се приобщи към най-доброто в модерното, без да бъде заблуждаван от фокусите на модното: в цялата огромна серия от романи не виждаме нито едно подхлъзване, най-малката угода на някои долни инстинкти у посредствените читатели. | “ |
| Д.Б.Митов | |   |

Краят на издателството е тъжен. Оценката на обществото за делото на „Мозайка“ е отречена от управляващите след 1944 г. С указ на Министерския съвет от юли 1948 г. всички частни книгоиздателства се закриват. Наредба към същия указ, подписана от Вълко Червенков – министър на науката и културата, нарежда – помещенията, в които е извършвана издателската дейност, да се дадат на разпореждане на министерството, а инвентарът в тях да се изземе. Само човек, преживял тази гавра, може да осъзнае скверното отношение на тогавашните управници към културата, към създателите на духовни ценности и към човешкото достойнство.

## Основателка
Библиотека „Мозайка от знаменити съвременни романи“ е основана от София Юрукова (1881 – 1918) със старателно обмислена концепция – високохудожествени произведения с интересна фабула.
Тя е дъщеря на видния адвокат и общественик Данаил Юруков, един от ръководителите на Априлското въстание в Брацигово, оставил интересни спомени за този период. Племенница е на Константин Величков. Получава добро възпитание за момиче от своето време. Учи в Пловдив, София и колежа Нотър Дам дьо Сион във Франция. Овладяво добре френски език и придобива богата литературна култура. След завръщането си в България учителствува и прави първите си опити да превежда. Публикува в сп. „Летописи“, в. „Ден“ и „Библиотека за самообразование“. Спечелва и конкурс за превод на чужда пиеса за репертоара на Народния театър с „Крадец“ от Анри Бернщайн.
Още със създаването на библиотеката София изгражда строги изисквания към подбора на произведенията и техния превод. Предпочитани теми на романите са човешките взаимоотношения, любовта, бракът, семейството. Още в първите издания на поредицата са имената на автори, като Анатол Франс, Алфонс Доде, Марсел Прево, Едуард Род.
Тя създава и строги критерии за добър превод. Важно според нея е да се превежда „не буквата“, а идеята на произведенията, за да бъдат те достъпни и разбираеми за читателите, за да звучат добре на родния език. Нейни са преводите на всички книги от първите години на изданието – изключително френски автори. Малкото произведения, които тя предоставя на сътрудници, минават задължително под нейна редакция. Единствено тя съставя програмите на библиотеката в началните години. През 1918 г. обаче София Юрукова се разболява от испанска инфлуенца и умира.
Оценка за делото ѝ дава д-р К. Берберова:
| „ | Благодарение на София Юрукова интересни, увлекателни, високохудожествени книги проникнаха в най-затънтените села, пръскаха се из цяла България. | “ |

Всъщност издателството е в основата си семейно предприятие. Цялото семейство на София Юрукова е приело радушно нейната идея и ѝ съдейства безкористно и от сърце. Баща ѝ я подкрепя с основаването финансово с помощта на заможни българи от Брацигово. Братята ѝ – Васил и Георги Юрукови и сестра ѝ Мара Юрукова-Дамова четат и преглеждат каталозите на чуждестранни издания, обсъждат и правят съвместно избора на романи за издаване, беседват заедно върху корекциите на преводите. Те се превръщат в едни от най-продуктивните наши преводачи и общественици до 1948 година.
Георги Юруков (офицер, журналист и филолог) поема управлението на издателството след смъртта на сестра си след Първата световна война. Той не променя с нищо основните положения и критерии, наложени от София. Васил Юруков, Мара Юрукова-Дамова и Мария Сеизова (съпругата на Георги) участват активно в предприятието. Издателството е преместено от Пловдив в София.

## Сътрудници
Едни от първите преводачи за библиотека „Мозайка от знаменити съвременни романи“ са Христо Борина, Елисавета Консулова-Вазова, Емануил Попдимитров. С течение на времето броят на сътрудниците расте. Излизат преводи на Боян Дановски, Лъчезар Станчев, Емил Коралов, Петър Динеков, Рачо Стоянов, Димитър Подвързачов, Гео Милев и други.